# XXXIV Corpo de Exército (Alemanha)
O XXXIV Corpo de Exército (em alemão: XXXIV. Armeekorps) foi um Corpo de Exército da Alemanha na Segunda Guerra Mundial. Foi formado 13 de novembro 1944 e permaneceu em atividade até o último dia da guerra.

## Comandantes
| Comandante                                      | Data                                           |
| ----------------------------------------------- | ---------------------------------------------- |
| General der Infanterie Ludwig Müller            | 24 de fevereiro de 1944 - 21 de agosto de 1944 |
| General der Infanterie Friedrich-Wilhelm Müller | 21 de agosto de 1944 - 8 de dezembro de 1944   |
| General der Flieger Hellmuth Felmy              | 8 de dezembro de 1944 - 8 de maio de 1945      |

## Chef des Stabes
| Oberst i.G. Bernhard von der Chevallerie | 24 de fevereiro de 1944 - novembro de 1944 |
| Oberst i.G. Werner Danke                 | novembro de 1944 - dezembro de 1944        |
| Oberstleutnant i.G. Winkelbrandt         | 1 de janeiro de 1945 - ?                   |

## Oficiais de Operações (Ia)
| Major i.G. Gerd Freiherr von Ketelhodt | 24 de fevereiro de 1944 - 30 de janeiro de 1945 |
| Major i.G. Retzlaff                    | 30 de janeiro de 1945 - 8 de maio de 1945       |

## Área de Operações
Balcãs — fevereiro de 1944 - maio de 1945

## Serviço de Guerra
| Data             | Grupo de Exército | Lugar    |
| ---------------- | ----------------- | -------- |
| dezembro de 1944 | E                 | Belgrado |
| janeiro de 1945  | E                 | Croácia  |
| abril de 1945    | E                 | Croácia  |

## Organização
26 de novembro de 1944
7. SS-Gebirgs-Division "Prinz Eugen"
104. Jäger-Division
11. Feld-Division (L)
31 de dezembro de 1944
7. SS-Gebirgs-Division "Prinz Eugen"
11. Feld-Division (L) + 117. Jäger-Division
Kampfgruppe 1ª Divisão de Montanha
264ª Divisão de Infantaria (parte)
26 de janeiro de 1945
7. SS-Gebirgs-Division "Prinz Eugen"
41ª Divisão de Infantaria
117. Jäger-Division
11. Feld-Division (L)
1 de março de 1945
22ª Divisão de Infantaria
7. SS-Gebirgs-Division "Prinz Eugen" (parte)
41ª Divisão de Infantaria
117. Jäger-Division
12 de abril de 1945
7. SS-Gebirgs-Division "Prinz Eugen]] (parte)
22. Volks-Grenadier-Division
41ª Divisão de Infantaria